# Džoserjeva piramida
Džoserjeva piramida ali stopničasta piramida (kbhw-ntrw v egipčanskem jeziku) je arheološka ostalina v nekropoli v Sakari v Egiptu, severozahodno od mesta Memfis. Zgrajena je bila v 27. stoletju pred našim štetjem za pokop faraona Džoserja in njegovega vezirja Imhotepa. Piramida je bistvena značilnost obsežnega pogrebnega kompleksa na ogromnem dvorišču, obdanim z obredno strukturo in okrasjem.
Ta prva egipčanska piramida je sestavljena iz šestih mastab, zgrajenih ena vrh druge, kar je bil jasen popravek in razvoj prvotnega načrta. Prvotno je bila visoka 62 metrov, z osnovno ploskvijo 109 × 125 m, obdana s poliranim  belim apnencem. Stopničasta piramida (ali prva piramida) je najzgodnejša obsežna gradnja iz rezanega kamna, čeprav je v bližini velik ograjen prostor znan kot Gisr el-mudir, ki je morda nastal pred Džoserjevim kompleksom.

## Džoser
Džoser je bil prvi ali drugi kralj 3. dinastije (okoli 2667−2648 pr. n. št.) egiptovskega Starega kraljestva (okoli 2686−2125 pred našim štetjem) . Vladal je dovolj dolgo, da je bil veličasten načrt za njegovo piramido uresničen v njegovem življenju.
Džoser je najbolj znan po svojem grobu, ki prevladuje nad sakarsko krajino. V njem je imenovan  po Horovem imenu Netjeriket. Ime Džoser je dobil po obiskovalcih v Novem kraljestvu tisoč let pozneje. Džoserjeva stopničasta piramida je osupljiva glede na prejšnjo arhitekturo. Je vzorčni primer, prva monumentalna zgradba iz kamna in posledice tako velike in skrbno oblikovane kamnite strukture so bile osupljive. Graditev take strukture je bila veliko zahtevnejša kot graditev prejšnjih spomenikov iz  nežgane opeke. To kaže, da je kraljeva vlada imela novo raven nadzora nad ljudmi in materialnimi viri. Od tu naprej so bili kralji Starega kraljestva pokopani na severu, ne v Abidosu. Čeprav je načrt Džoserjevega piramidnega kompleksa drugačen od kasnejših, je stopničasta piramida določila velikost za poznejše piramide iz 4., 5. in 6. dinastije, tudi velike piramide v Gizi. Zanimivo je tudi, da je prepoznan prvi arhitekt Imhotep, ki je zaslužen za zasnovo in gradnjo kompleksa.

## Zgled
Džoserjeva piramida črpa ideje iz več virov. Najpomembnejši je sakarska mastaba 3038 (okoli 2700 pr. n. št.) Podstruktura je ležala v 4 m globoki pravokotni jami in imela stene iz nežgane opeke, ki so bile do 6 m visoke. Tri strani so podaljšali in zgradili osem plitvih stopenj, dvignjenih pod kotom 49°. To bi bila razpotegnjena stopničasta piramida, če preostala stranica ne bi ostala nepokrita. V drugem vzporednem kompleksu so zaključili tak kompleks mastabe in postavili zunanjo steno komore.

## Piramidni kompleks
Kompleks Džoserjeve stopničaste piramide je imel več struktur, povezanih z osrednjo vlogo v življenju in posmrtnem življenju. V starem Egiptu piramida ni bila le grob. Njen namen je bil olajšati uspešno posmrtno življenje kralju, da bi postal večno prerojen. Simbolika oblike stopničaste piramide, ki ni preživela 3. dinastije, ni znana, vendar pa nekateri domnevajo, da bi lahko bila monumentalni simbol krone, zlasti kraljevega pogrebnega kulta, saj je bilo v provincah zgrajenih sedem majhnih stopničastih piramid (ne grobnice). Po eni teoriji je bilo s tem olajšano kraljevo vnebovzetje za vstop na večno severnico.
Pri izkopavanju stopničaste piramide je bil najpomembnejši Jean-Phillipe Lauer, francoski arhitekt, ki je rekonstruiral ključne dele kompleksa. Kompleks zajema 15 ha in je približno 2,5-krat tolikšen kot mesto Heirakonpolis v Starem kraljestvu. Več značilnosti kompleksa se razlikuje od tistih pri kasnejših piramidah Starega kraljestva. Piramidni tempelj je na severni strani, medtem ko je v kasnejših piramida na vzhodni strani. Džoserjev kompleks je zgrajen na osi sever−jug, kasnejši pa so bili zgrajeni na osi vzhod−zahod. Ima tudi eno nišno steno komore, kasnejše piramide imajo dve steni komore z eno na zunaj gladko in znotraj včasih z nišami.

### Obzidje
Džoserjev kompleks je obdan z zidom, visokim 10,5 m iz belega apnenca. Oblika zidu opozarja na videz grobnic 1. dinastije z značilno kasetno gradnjo, znan za fasade palač, ki posnema vezane snope trstičja. Celotna struktura posnema nežgano opeko. Zid je prekinjen s 14 vrati, vendar le z enim vhodom v južnem vogalu vzhodne fasade. Ta ureditev spominja na zgodnje dinastične pogrebne ograde v Abidosu, kjer je bil vhod na vzhodni strani. Preostala vrata so lažna, namenjena kralju v posmrtnem življenju. Delovala so kot portali, prek katerih bi lahko kraljeva Ka prehajala med življenjem in posmrtnim življenjem. Vrata na jugovzhodnem koncu kompleksa so vodila k ozkemu hodniku, ki se je povezoval s pokritim stebriščem.

### Veliki jarek
Zunaj obzidja, ki je obdajal kompleks, je bil izkopan jarek v temeljnih tleh. Jarek je bil 750 metrov dolg in 40 metrov širok in predstavljal pravokotnik na osi sever−jug. Stene jarka so bile prvotno okrašene z nišami in zdi se, da je bila njegova naloga otežiti vstop v kompleks

### Vhodno pokrito stebrišče
Pokrito stebrišče je vodilo od zidu zaprtega prostora na jugu kompleksa. Hodnik s stropom iz apnenca je bil videti, kot da je narejen iz celih debel dreves v imitaciji masivnega kamna, in je vodil do dvoje odprtih vrat. Onstran tega portala je dvorana z dvajsetimi pari apnenčastih stebrov, sestavljenih iz bobna v obliki delov, ki so bili videti kot sveženj stebel in so bili visoki 6,6 m. Stebri niso bili prosto stoječi, ampak pritrjeni na steno z zidano izboklino. Med stebri na obeh straneh hodnika so majhne komore, za katere egiptologi menijo, da bi lahko predstavljale dežele Zgornjega in Spodnjega Egipta. Na koncu hodnika je prečna hipostilna soba z osmimi stebri, povezanimi v parih iz blokov apnenca. Od tu se je prišlo do južnega dvorišča.

### Južno dvorišče
Južno dvorišče je veliko dvorišče med južno grobnico in piramido. V dvorišču so ukrivljeni kamni, za katere mislijo, da so teritorialni označevalci, povezani s festivalom hebsed, na katerem so egipčanski kralji s posebnim obredom (običajno po 30 letih vladanja) obnovili svoja pooblastila. To naj bi Džoserju omogočilo zahtevati nadzor nad vsem Egiptom, medtem ko bi mu  prisotnost v nagrobnem kompleksu omogočala, da še naprej uporablja obred v posmrtnem življenju. Na južnem koncu dvorišča je ploščad, dostopna po stopnicah. Menijo, da je bila namenjena za dvojni prestol. Po teoriji Barryja Kempa, ki je splošno sprejeta, naj bi stopničasti piramidni kompleks simboliziral kraljevo palačo in omogočal kralju večno opravljanje obredov, povezanih z vladarji. Na skrajnem jugu južnega dvorišča je južna grobnica.

### Južna grobnica
Južna grobnica je bila podobna satelitski piramidi kasnejših dinastij, morda je to hiša Ka v posmrtnem življenju. Nekateri menijo, da bi lahko bile v njej kanopske čaše s kraljevimi organi, vendar to ne pomeni, da so našli čaše na istem kraju kot trupla.  Te domneve izhajajo iz tega, da je granitna obokana grobnica veliko premajhna, da bi omogočila dejanski pokop.
Podstruktura južne grobnice je vstopni hodnik s stopniščem, ki se spušča okoli 30 m pred vstopom v pokopno komoro, iz bledo rdečega granita. Stopnišče se nato nadaljuje proti zahodu in vodi v galerijo, ki posnema modre komore pod stopničasto piramido.
Trenutni podatki kažejo, da je bila južna grobnica končana pred piramido. Simbolna kraljeva notranja palača, okrašena z modro fajanso, je veliko popolnejša kot ta piramida. Tri sobe tega ustroja so urejene v modri fajansi, ki posnema fasado, podobno kot piramida. Ena soba je okrašena s tremi nišami s finimi reliefi kralja, eden ga prikazuje pri vožnji na festival hebsed. Pomembno je, da so egiptovski gradbeniki zaposlovali najbolj usposobljene obrtnike, ki so zapustili svoje najboljše umetniške stvaritve v najtemnejšem, najbolj nedostopnem delu v kompleksu. To kaže, da veličastna izdelava ni bila mišljena za življenjske razmere, ampak da zagotovi kralju vse potrebno za posmrtno življenje.

## Stopničasta piramida

### Razvoj mastabe v stopničasto piramido
Po mnenju Jeana-Philippa Lauerja so mastabe (tj. skupaj šest) podaljšali v petih gradbenih fazah do stopničaste piramide. Na straneh, na jugu in vzhodu piramide, so posamezne faze razširitve še vedno zelo jasne. Z zaključkom šestih faz  je piramida dosegla višino okoli 62 m v pravokotnem tlorisu približno 121 x 109 m.
Razlikujemo lahko te faze:
- mastaba M1: v prvem koraku je bila zgrajena kvadratna mastaba, 63 m dolga in osem metrov visoka, ki se razlikuje od prejšnjih mastab v dveh bistvenih točkah: prvič, vse prejšnje mastabe so pravokotnega tlori, in drugič, Džoserjeva mastaba je bila prva, ki je bila v celoti zgrajena iz apnenca. Mastaba M1 je iz finega apnenca. Podlaga je skala. Jašek grobne komore je tekel skozi stavbo navzdol od strehe mastabe;
- mastaba M2: v drugi fazi je bila mastaba podaljšana za velikost roba do 71,5 m. Nova komponenta doseže le višino sedmih metrov, tako da se je pojavil videz stopnice. Zgradili so  enajst galerij na vzhodni strani mastabe;
- mastaba M3: v tretji fazi so razširili mastabo samo na vzhodni strani na 79,5 m, tako da so bili jaški vzhodne galerije zajete v novi, pet metrov visoki komponenti;
- piramida P1: v četrti gradbeni fazi je postala mastaba štiristopenjska piramida, 85,5 m × 77 m. Jedro stavbe je bilo zgrajeno iz surovih kamnov, fino oblečenih. Stenski sloji niso več vodoravni kot v mastabah, ampak približno 17° nagnjeni navznoter, da bi imel zid večjo stabilnost. Ta faza ni prišla na višino prvotne mastabe;
- piramida P': v peti fazi je bila pokrita majhna piramida s štirimi ali šestimi stopnjami piramide do 119 × 107 m površine. Ta razširitev prvotnega dostopa do baze ni dosegla, zato je bil narejen drug dostop, ki je prišel na površje na dnu na severni strani pogrebnega templja. V zidovju so bili obdelani bistveno večji kamni. V tej fazi je bila končana le prva faza, preden se je začela nadaljnja širitev;
- piramida P2: v šesti, to je zadnji gradbeni fazi so razširili piramido, 121 × 109 m,  s skupno šestimi stopnjami, ki so dosegle višino 62,50 m. Na zahodu je najnižja stopnja, ki temelji na že zgrajenem masivu. Zadnja vrhnja stopnja je imela zaokrožen zaključek in skupaj s piramidastim jedrom ravno površino.[10] Nad tem je bila verjetno piramidna konica.

Med četrto in šesto stopnjo več plasti ni imelo zunanjega sloja obloge. Lauer je prepričan, da so zaščitne plasti gradbenih faz P1 in P2 uporabljali šele po zaključku posameznih plasti. Piramida P1 je bila zato popolnoma zgrajena pred zadnjo širitvijo piramide P2. Vprašanje, ali je bila piramida zunaj obložena, je zanikal Stadelmann. Poleg tega izkopavanja na severozahodnem delu piramide v letu 2007 niso pokazala prisotnosti nobenega ostanka apnenčaste obloge.
|                  | Mastaba M1          | Mastaba M2         | Mastaba M3         | Piramida P1               | Piramida P1'              | Piramida P2    |
| ---------------- | ------------------- | ------------------ | ------------------ | ------------------------- | ------------------------- | -------------- |
|                  |                     |                    |                    |                           |                           |                |
| Osnovne mere     | 63 m × 63 m         | 71,5 m × 71,5 m    | 79,5 m × 71,5 m    | 85,5 m × 77 m             | 119 m × 107 m             | 121 m × 109 m  |
| Višina           | 8 m                 | 8 m, 7 m           | 8 m, 7 m, 5 m      | 42 m                      | 60 m                      | 62 m           |
| Postopek gradnje | Horizontalne plasti | Horizontale plasti | Horizontale plasti | Poševne plasti            | Poševne plasti            | Poševne plasti |
| Višina gradnikov | 0,30 m              | 0,30 m             | 0,30 m             | 0,38 m                    | 0,52 m                    | 0,52 m         |
| Število stopnic  | –                   | –                  | –                  | 4                         | 4-6 ?                     | 6              |
| Opomba           | –                   | –                  | –                  | Samo zaključena prva faza | Samo zaključena prva faza | Končan         |

## Piramidna podstruktura
Pod stopničasto piramido je labirint sob in galerij kot predorov, ki skupaj merijo skoraj 6 km v dolžino in se povezujejo z osrednjim jaškom 7 m v kvadrat in 28 m globoko. Ti prostori zagotavljajo prostor za kraljev pokop, pokopavanje družinskih članov in skladiščenje blaga in daril. Vhod v 28 m dolg jašek je bil zgrajen na severni strani piramide, kar je značilno za celotno Staro kraljestvo. Stranice podzemnih rovov so obdelane z apnenčevimi intarzijami, modrimi keramičnimi ploščicami, ki posnemajo trsje. Te površine stene so dodatno opremljene s ploščami, obdelanimi v nizkem reliefu, ki prikazujejo kralja na festivalu hebsed. Vse te sobe so pogrebno stanovanje, podobne kot v palači, namenjeno življenju kraljeve Ka. Na vzhodni strani piramide je enajst jaškov, globokih 32 m, in so dodani horizontalnim predorom za kraljevi harem (o obstoju "harema" se razpravlja). Jaški so bili vključeni v že obstoječe podkonstrukcije kot razširitev proti vzhodu. V skladiščnih prostorih so našli več kot 40.000 kamnitih posod, od katerih so mnoge nastala pred Džoserjem. Nekatere naj bi se uporabljale za shranjeno drobovje (kanopske čaše). Obsežna mreža podzemnih rovov je na severu, zahodu in jugu od osrednje grobne komore in so bili surovo vklesani.

### Grobna komora
Grobna komora je bila obokano zgrajena in dobro obložena z granitom. Imela je eno odprtino, ki je bila zapečatena s 3,5-tonskim blokom po pokopu. Truplo ni bilo odkrito, saj je bila grobnica predhodno oropana. Lauer je prepričan, da je bila pred granitno grobno komoro komora iz alabastra. Našel je zanimive dokaze apnenčastih blokov s petorokrakimi zvezdami v nizkem reliefu, ki so bile verjetno na stropu, kar je kasneje postalo tradicija. Kralj se je skušal povezati z večno zvezdo Severnico, ki nikoli ni nastavljena tako, da bi se zagotovila njegovo novo rojstvo in večnost.

### Severni tempelj in dvorišče s serdabom
Severni  tempelj (pogrebna/mrliška vežica) je bil na severni strani piramide nasproti zvezde Severnice, ki se ji je kralj želel pridružiti v večnosti. Ta struktura je predstavljala kraj, kjer bi bili lahko dnevni obredi in daritve mrtvim in je bila kultno središče za kralja. Vzhodno od templja je serdab, ki je majhna zaprta struktura, v kateri je nameščen kip Ka. Kraljeva duša Ka je bila naseljena v kipu Ka, da bi imel koristi od vsakodnevnih obredov, kot je odpiranje ust na slovesnosti, da se mu dovoli dihati in jesti in zažigati kadila. Bil je priča tem obredom skozi dve majhni odprtini v severni steni serdaba. Zdi se, da je tempelj na severni strani piramide v celoti od tretje dinastije. V četrti dinastiji, ko se je verovanje v preporod in večnost povezovalo s soncem, se je tempelj preselil na vzhodno stran templja, kjer sonce vzhaja, tako da je bil kralj lahko prerojen vsak dan.

### Dvorišče za hebsed
Dvorišče za  festival hebsed je pravokotno in vzporedno z južnim dvoriščem. To je bil prostor, v katerem bi lahko kralj izvedel obred hebsed v posmrtnem življenju. Na vzhodni in zahodni strani dvorišča so ostanki dveh skupin kapelic, od katerih so mnoge stavbe za lutke treh različnih arhitekturnih slogov. Na severu in jugu so tri kapele z ravnimi stropi brez stebrov. Preostale kapelice na zahodni strani so okrašene z žlebastimi stebri in kapiteli, obdanimi z listi. Vsaka kapelica ima svetišče, do katerega je dostop po odkritem prehodu s stenami, ki prikazujejo lažna vrata in zapahe. Nekatere od teh stavb so niše za kipe. Egiptologi verjamejo, da so bile te stavbe povezane s pomembnim dvojnim kronanjem kralja med hebsedom.

## Film
- Džoserjeva piramida v Sakari je francoski dokumentarni film iz leta 2008, 26 minut dolg, ki ga je režiral Richard Copans (vsebina[14]).